# Mistrovství světa v alpském lyžování 2019 – slalom žen
Slalom žen na Mistrovství světa v alpském lyžování 2019 se konal v sobotu 16. února 2019 jako pátý a poslední ženský závod světového šampionátu v lyžařském středisku Åre.
Kvalifikace plánovaná na 15. února byla zrušena. Úvodní kolo odstartovalo v 11.00 hodin a druhá část na něj navázala od 14.30 hodin. Do závodu nastoupilo 97 slalomářek ze 45 států.
Trojnásobnou obhájkyní zlata byla americká lyžařka Mikaela Shiffrinová. Vedoucí závodnice po prvním kole, Švýcarka Wendy Holdenerová, která usilovala v Åre o třetí zlato, nezvládla úvodní část druhé jízdy a po neprojetí branky se do ní musela vracet. Více než pětisekundová ztráta v cíli znamenala pro obhájkyni stříbra z MS 2017, a druhou ženu ze ZOH 2018, až konečnou sedmnáctou příčku.

## Medailistky
Mistryní světa se stala hlavní favoritka a americká lídryně Světového poháru Mikaela Shiffrinová, která na titul útočila z třetího místa po prvním kole. Díky nejrychlejší druhé jízdě vyhrála počtvrtvé v řadě světovou slalomářskou trofej. Ve 23 letech se tak stala prvním aplským lyžařem v historii, jemuž se podařilo získat čtyři tituly v některé z disciplín bez přerušení. Ze světových šampionátů si odvezla celkově sedmý cenný kov, z toho pátý zlatý a třetí vybojovaný v Åre. O jednu medaili tak zaostávala za rekordním počtem osmi kovů Lindsey Vonnové. Do závodu přitom nastoupila s plicní infekcí.
Se ztrátou padesáti osmi setin sekundy vybojovala stříbrný kov 27letá Švédka Anna Swennová-Larssonová, která v obou jízdách obsadila druhou příčku. V rámci světových šampionátů si tak připsala první individuální medaili, a po bronzu švédského týmu v Beaver Creeku 2015, druhou celkově.
Bronz si odvezla průběžně druhá žena Světového poháru Petra Vlhová ze Slovenska, jež po páté nejrychlejší první fázi závodu, zajela ve druhém kole třetí čas. Za vítězkou zaostala o více než sekundu. Na MS 2019 zkompletovala medailovou sadu třetím cenným kovem různé hodnoty, a po stříbru slovenského týmu ve Svatém Mořici 2017, vybojovala čtvrtou světovou medaili.

## Výsledky
| P                                                                                     | SČ | lyžařka                         | stát                   | 1. kolo                  | pořadí                   | 2. kolo                       | pořadí                        | celkově                       | ztráta                        |
| ------------------------------------------------------------------------------------- | -- | ------------------------------- | ---------------------- | ------------------------ | ------------------------ | ----------------------------- | ----------------------------- | ----------------------------- | ----------------------------- |
| Zlatá medaile                                                                         | 2  | Mikaela Shiffrinová             | Spojené státy americké | 57,23                    | 3.                       | 59,82                         | 1.                            | 1:57,05                       |                               |
| Stříbrná medaile                                                                      | 4  | Anna Swenn-Larssonová           | Švédsko                | 57,19                    | 2.                       | 1:0,44                        | 2.                            | 1:57,63                       | + 0,58                        |
| Bronzová medaile                                                                      | 6  | Petra Vlhová                    | Slovensko              | 57,54                    | 5.                       | 1:00,54                       | 3.                            | 1:58,08                       | + 1,03                        |
| 4.                                                                                    | 1  | Katharina Liensbergerová        | Rakousko               | 57,35                    | 4.                       | 1:01,13                       | 7.                            | 1:58,48                       | + 1,43                        |
| 5.                                                                                    | 7  | Frida Hansdotterová             | Švédsko                | 57,64                    | 6.                       | 1:01,80                       | 17.                           | 1:59,44                       | + 2,39                        |
| 6.                                                                                    | 8  | Laurence St. Germainová         | Kanada                 | 58,60                    | 8.                       | 1:01,05                       | 4.                            | 1:59,65                       | + 2,60                        |
| 7.                                                                                    | 19 | Katharina Huberová              | Rakousko               | 58,66                    | 9.                       | 1:01,19                       | 8.                            | 1:59,85                       | + 2,80                        |
| 8.                                                                                    | 10 | Katharina Truppeová             | Rakousko               | 58,93                    | 10.                      | 1:01,05                       | 4.                            | 1:59,98                       | + 2,93                        |
| 9.                                                                                    | 5  | Bernadette Schildová            | Rakousko               | 59,20                    | 12.                      | 1:01,26                       | 9.                            | 2:00,46                       | + 3,41                        |
| 10.                                                                                   | 11 | Erin Mielzynská                 | Kanada                 | 58,99                    | 11.                      | 1:01,60                       | 12.                           | 2:00,59                       | + 3,54                        |
| 11.                                                                                   | 18 | Lena Dürrová                    | Německo                | 59,83                    | 15.                      | 1:01,47                       | 11.                           | 2:01,30                       | + 4,25                        |
| 12.                                                                                   | 16 | Roni Remmeová                   | Kanada                 | 59,36                    | 13.                      | 1:02,02                       | 19                            | 2:01,38                       | + 4,33                        |
| 13.                                                                                   | 9  | Nastasia Noensová               | Francie                | 59,91                    | 16.                      | 1:01,62                       | 13.                           | 2:01,53                       | + 4,48                        |
| 14.                                                                                   | 25 | Charlotta Säfvenbergová         | Švédsko                | 1:00,21                  | 18.                      | 1:01,98                       | 18.                           | 2:02,19                       | + 5,14                        |
| 15.                                                                                   | 17 | Aline Daniothová                | Švýcarsko              | 1:00,15                  | 17                       | 1:02,07                       | 21.                           | 2:02,22                       | + 5,17                        |
| 16.                                                                                   | 24 | Maren Skjøldová                 | Norsko                 | 1:00,87                  | 23                       | 1:01,40                       | 10.                           | 2:02,27                       | + 5,22                        |
| 17.                                                                                   | 3  | Wendy Holdenerová               | Švýcarsko              | 57,08                    | 1.                       | 1:05,23                       | 32.                           | 2:02,31                       | + 5,26                        |
| 18.                                                                                   | 21 | Paula Moltzanová                | Spojené státy americké | 1:00,46                  | 21.                      | 1:02,05                       | 20.                           | 2:02,51                       | + 5,46                        |
| 19.                                                                                   | 39 | Adriana Jelinková               | Nizozemsko             | 1:01,45                  | 25.                      | 1:01,07                       | 6.                            | 2:02,52                       | + 5,47                        |
| 20.                                                                                   | 14 | Chiara Costazzaová              | Itálie                 | 1:00,36                  | 20.                      | 1:02,37                       | 22.                           | 2:02,73                       | + 5,68                        |
| 21.                                                                                   | 36 | Gabriela Capová                 | Česko                  | 1:00,60                  | 22.                      | 1:02,45                       | 23.                           | 2:03,05                       | + 6,00                        |
| 22.                                                                                   | 43 | Amelia Smartová                 | Kanada                 | 1:01,58                  | 28.                      | 1:01,76                       | 16.                           | 2:03,34                       | + 6,29                        |
| 23.                                                                                   | 34 | Mireia Gutiérrezová             | Andorra                | 1:01,70                  | 29.                      | 1:01,67                       | 15.                           | 2:03,37                       | + 6,32                        |
| 24.                                                                                   | 42 | Charlie Guestová                | Spojené království     | 1:01,82                  | 30.                      | 1:01,63                       | 14.                           | 2:03,45                       | + 6,40                        |
| 25.                                                                                   | 38 | Maria Škanovová                 | Bělorusko              | 1:01,52                  | 27.                      | 1:02,51                       | 24.                           | 2:04,03                       | + 6,98                        |
| 26.                                                                                   | 45 | Jekatěrina Tkačenková           | Rusko                  | 1:02,64                  | 33.                      | 1:02,52                       | 25.                           | 2:05,16                       | +8,11                         |
| 27.                                                                                   | 23 | Maruša Ferková                  | Slovinsko              | 1:02,09                  | 31.                      | 1:03,81                       | 28.                           | 2:05,90                       | +8,85                         |
| 28.                                                                                   | 49 | Nevena Ignjatovićová            | Srbsko                 | 1:02,94                  | 36.                      | 1:03,09                       | 27.                           | 2:06,03                       | +8,98                         |
| 29.                                                                                   | 37 | Kristine Gjelsten Haugenová     | Norsko                 | 1:02,28                  | 32.                      | 1:04,55                       | 30.                           | 2:06,83                       | +9,78                         |
| 30.                                                                                   | 47 | Andrea Komšićová                | Chorvatsko             | 1:04,00                  | 39.                      | 1:03,06                       | 26.                           | 2:07,06                       | +10,01                        |
| 31.                                                                                   | 30 | Nella Korpiová                  | Finsko                 | 1:02,91                  | 35.                      | 1:04,28                       | 29.                           | 2:07,19                       | +10,14                        |
| 32.                                                                                   | 55 | Kim Vanreuselová                | Belgie                 | 1:03,76                  | 38.                      | 1:04,69                       | 31.                           | 2:08,45                       | +11,40                        |
| 33.                                                                                   | 46 | Xenia Alopinová                 | Rusko                  | 1:03,19                  | 37.                      | 1:05,29                       | 33.                           | 2:08,48                       | +11,43                        |
| 34.                                                                                   | 41 | Nina O'Brienová                 | Spojené státy americké | 1:01,45                  | 25.                      | 1:08,22                       | 34.                           | 2:09,67                       | + 12,62                       |
| 35.                                                                                   | 57 | Freydís Halla Einarsdóttir      | Island                 | 1:05,64                  | 40.                      | 1:09,29                       | 35.                           | 2:14,93                       | +17,88                        |
| 36.                                                                                   | 60 | Nuunu Chemnitz Berthelsenová    | Dánsko                 | 1:08,13                  | 44.                      | 1:09,87                       | 36.                           | 2:18,00                       | +20,95                        |
| 37.                                                                                   | 63 | Vanina Guerillotová             | Portugalsko            | 1:07,82                  | 43.                      | 1:10,64                       | 39.                           | 2:18,46                       | +21,41                        |
| 38.                                                                                   | 67 | María Finnbogadóttir            | Island                 | 1:08,82                  | 45.                      | 1:10,06                       | 37.                           | 2:18,88                       | +21,83                        |
| 39.                                                                                   | 65 | Andrea Björk Birkisdóttir       | Island                 | 1:09,55                  | 48.                      | 1:10,36                       | 38.                           | 2:19,91                       | +22,86                        |
| 40.                                                                                   | 62 | Mialitiana Clercová             | Madagaskar             | 1:08,96                  | 46.                      | 1:11,29                       | 41.                           | 2:20,25                       | +23,20                        |
| 41.                                                                                   | 68 | Anastasija Šepilenková          | Ukrajina               | 1:09,22                  | 47.                      | 1:11,33                       | 42.                           | 2:20,55                       | +23,50                        |
| 42.                                                                                   | 69 | Ieva Januškevičiūtė             | Litva                  | 1:09,62                  | 49.                      | 1:11,25                       | 40.                           | 2:20,87                       | +23,82                        |
| 43.                                                                                   | 64 | Tess Arbezová                   | Irsko                  | 1:11,57                  | 50.                      | 1:13,35                       | 43.                           | 2:24,92                       | +27,87                        |
| 44.                                                                                   | 80 | Katalin Dorultánová             | Maďarsko               | 1:12,23                  | 51.                      | 1:14,28                       | 44.                           | 2:26,51                       | +29,46                        |
| 45.                                                                                   | 74 | Sophia Ralliová                 | Řecko                  | 1:12,89                  | 52.                      | 1:14,83                       | 45.                           | 2:27,72                       | +30,67                        |
| 46.                                                                                   | 85 | Atefeh Ahmadiová                | Írán                   | 1:15,35                  | 53.                      | 1:16,66                       | 47.                           | 2:32,01                       | +34,96                        |
| 47.                                                                                   | 84 | Mimi Marotyová                  | Maďarsko               | 1:16,96                  | 54.                      | 1:16,54                       | 46.                           | 2:33,50                       | +36,45                        |
| 48.                                                                                   | 82 | Forough Abbasiová               | Írán                   | 1:20,79                  | 55.                      | 1:19,28                       | 48.                           | 2:40,07                       | +43,02                        |
| 49.                                                                                   | 90 | Jackie Chamounová               | Libanon                | 1:23,31                  | 58.                      | 1:21,11                       | 49.                           | 2:44,42                       | +47,37                        |
| 50.                                                                                   | 94 | Sara Zeidanová                  | Libanon                | 1:22,71                  | 57.                      | 1:22,80                       | 50.                           | 2:45,51                       | +48,46                        |
| 51.                                                                                   | 96 | Adea Kollqakuová                | Kosovo                 | 1:37,36                  | 59.                      | 1:33,31                       | 51.                           | 3:10,67                       | +1:13,62                      |
| 52.                                                                                   | 97 | Celine Martiová                 | Haiti                  | 1:46,28                  | 60.                      | 1:47,71                       | 52.                           | 3:33,99                       | +1:36,94                      |
| —                                                                                     | 56 | Marjolein Decroixová            | Belgie                 | 1:06,08                  | 42                       | nedojela do cíle 2. kola      | nedojela do cíle 2. kola      | nedojela do cíle 2. kola      | nedojela do cíle 2. kola      |
| —                                                                                     | 54 | Lelde Gasūnová                  | Lotyšsko               | 1:05,95                  | 41                       | nedojela do cíle 2. kola      | nedojela do cíle 2. kola      | nedojela do cíle 2. kola      | nedojela do cíle 2. kola      |
| —                                                                                     | 28 | Lara Della Meaová               | Itálie                 | 1:01,14                  | 24                       | nedojela do cíle 2. kola      | nedojela do cíle 2. kola      | nedojela do cíle 2. kola      | nedojela do cíle 2. kola      |
| —                                                                                     | 26 | Ana Buciková                    | Slovinsko              | 1:00,25                  | 19                       | nedojela do cíle 2. kola      | nedojela do cíle 2. kola      | nedojela do cíle 2. kola      | nedojela do cíle 2. kola      |
| —                                                                                     | 15 | Christina Geigerová             | Německo                | 58,59                    | 7                        | nedojela do cíle 2. kola      | nedojela do cíle 2. kola      | nedojela do cíle 2. kola      | nedojela do cíle 2. kola      |
| —                                                                                     | 12 | Kristin Lysdahlová              | Norsko                 | 59,51                    | 14                       | nedojela do cíle 2. kola      | nedojela do cíle 2. kola      | nedojela do cíle 2. kola      | nedojela do cíle 2. kola      |
| —                                                                                     | 87 | Marjan Kalhorová                | Írán                   | 1:22,41                  | 56                       | nenastoupila na start 2. kola | nenastoupila na start 2. kola | nenastoupila na start 2. kola | nenastoupila na start 2. kola |
| —                                                                                     | 33 | Martina Dubovská                | Česko                  | 1:02,80                  | 34                       | nenastoupila na start 2. kola | nenastoupila na start 2. kola | nenastoupila na start 2. kola | nenastoupila na start 2. kola |
| —                                                                                     | 13 | Irene Curtoniová                | Itálie                 | nedojela do cíle 1. kola | nedojela do cíle 1. kola | nedojela do cíle 1. kola      | nedojela do cíle 1. kola      | nedojela do cíle 1. kola      | nedojela do cíle 1. kola      |
| —                                                                                     | 20 | Mina Fürst Holtmannová          | Norsko                 | nedojela do cíle 1. kola | nedojela do cíle 1. kola | nedojela do cíle 1. kola      | nedojela do cíle 1. kola      | nedojela do cíle 1. kola      | nedojela do cíle 1. kola      |
| —                                                                                     | 27 | Ylva Stålnackeová               | Švédsko                | nedojela do cíle 1. kola | nedojela do cíle 1. kola | nedojela do cíle 1. kola      | nedojela do cíle 1. kola      | nedojela do cíle 1. kola      | nedojela do cíle 1. kola      |
| —                                                                                     | 29 | Elena Stoffelová                | Švýcarsko              | nedojela do cíle 1. kola | nedojela do cíle 1. kola | nedojela do cíle 1. kola      | nedojela do cíle 1. kola      | nedojela do cíle 1. kola      | nedojela do cíle 1. kola      |
| —                                                                                     | 31 | Josephine Forniová              | Francie                | nedojela do cíle 1. kola | nedojela do cíle 1. kola | nedojela do cíle 1. kola      | nedojela do cíle 1. kola      | nedojela do cíle 1. kola      | nedojela do cíle 1. kola      |
| —                                                                                     | 32 | Marlene Schmotzová              | Německo                | nedojela do cíle 1. kola | nedojela do cíle 1. kola | nedojela do cíle 1. kola      | nedojela do cíle 1. kola      | nedojela do cíle 1. kola      | nedojela do cíle 1. kola      |
| —                                                                                     | 35 | Sakurako Mukogawová             | Japonsko               | nedojela do cíle 1. kola | nedojela do cíle 1. kola | nedojela do cíle 1. kola      | nedojela do cíle 1. kola      | nedojela do cíle 1. kola      | nedojela do cíle 1. kola      |
| —                                                                                     | 40 | Neja Dvorniková                 | Slovinsko              | nedojela do cíle 1. kola | nedojela do cíle 1. kola | nedojela do cíle 1. kola      | nedojela do cíle 1. kola      | nedojela do cíle 1. kola      | nedojela do cíle 1. kola      |
| —                                                                                     | 44 | Anastasija Gornostajevová       | Rusko                  | nedojela do cíle 1. kola | nedojela do cíle 1. kola | nedojela do cíle 1. kola      | nedojela do cíle 1. kola      | nedojela do cíle 1. kola      | nedojela do cíle 1. kola      |
| —                                                                                     | 48 | Piera Hudsonová                 | Nový Zéland            | nedojela do cíle 1. kola | nedojela do cíle 1. kola | nedojela do cíle 1. kola      | nedojela do cíle 1. kola      | nedojela do cíle 1. kola      | nedojela do cíle 1. kola      |
| —                                                                                     | 50 | Riikka Honkanenová              | Finsko                 | nedojela do cíle 1. kola | nedojela do cíle 1. kola | nedojela do cíle 1. kola      | nedojela do cíle 1. kola      | nedojela do cíle 1. kola      | nedojela do cíle 1. kola      |
| —                                                                                     | 51 | Nuria Pauová                    | Španělsko              | nedojela do cíle 1. kola | nedojela do cíle 1. kola | nedojela do cíle 1. kola      | nedojela do cíle 1. kola      | nedojela do cíle 1. kola      | nedojela do cíle 1. kola      |
| —                                                                                     | 52 | Erika Pykäläinenová             | Finsko                 | nedojela do cíle 1. kola | nedojela do cíle 1. kola | nedojela do cíle 1. kola      | nedojela do cíle 1. kola      | nedojela do cíle 1. kola      | nedojela do cíle 1. kola      |
| —                                                                                     | 53 | Agnese Āboltiņová               | Lotyšsko               | nedojela do cíle 1. kola | nedojela do cíle 1. kola | nedojela do cíle 1. kola      | nedojela do cíle 1. kola      | nedojela do cíle 1. kola      | nedojela do cíle 1. kola      |
| —                                                                                     | 58 | Evelīna Gasūnová                | Lotyšsko               | nedojela do cíle 1. kola | nedojela do cíle 1. kola | nedojela do cíle 1. kola      | nedojela do cíle 1. kola      | nedojela do cíle 1. kola      | nedojela do cíle 1. kola      |
| —                                                                                     | 59 | Liene Bondareová                | Lotyšsko               | nedojela do cíle 1. kola | nedojela do cíle 1. kola | nedojela do cíle 1. kola      | nedojela do cíle 1. kola      | nedojela do cíle 1. kola      | nedojela do cíle 1. kola      |
| —                                                                                     | 61 | Nino Ciklauriová                | Gruzie                 | nedojela do cíle 1. kola | nedojela do cíle 1. kola | nedojela do cíle 1. kola      | nedojela do cíle 1. kola      | nedojela do cíle 1. kola      | nedojela do cíle 1. kola      |
| —                                                                                     | 66 | Hólmfríður Dóra Friðgeirsdóttir | Island                 | nedojela do cíle 1. kola | nedojela do cíle 1. kola | nedojela do cíle 1. kola      | nedojela do cíle 1. kola      | nedojela do cíle 1. kola      | nedojela do cíle 1. kola      |
| —                                                                                     | 70 | Olha Knyšová                    | Ukrajina               | nedojela do cíle 1. kola | nedojela do cíle 1. kola | nedojela do cíle 1. kola      | nedojela do cíle 1. kola      | nedojela do cíle 1. kola      | nedojela do cíle 1. kola      |
| —                                                                                     | 71 | Victoria Bolješićová            | Srbsko                 | nedojela do cíle 1. kola | nedojela do cíle 1. kola | nedojela do cíle 1. kola      | nedojela do cíle 1. kola      | nedojela do cíle 1. kola      | nedojela do cíle 1. kola      |
| —                                                                                     | 72 | Kchung Fan-jing                 | Čína                   | nedojela do cíle 1. kola | nedojela do cíle 1. kola | nedojela do cíle 1. kola      | nedojela do cíle 1. kola      | nedojela do cíle 1. kola      | nedojela do cíle 1. kola      |
| —                                                                                     | 75 | Maja Tadićová                   | Bosna a Hercegovina    | nedojela do cíle 1. kola | nedojela do cíle 1. kola | nedojela do cíle 1. kola      | nedojela do cíle 1. kola      | nedojela do cíle 1. kola      | nedojela do cíle 1. kola      |
| —                                                                                     | 76 | Šejla Merdanovićová             | Bosna a Hercegovina    | nedojela do cíle 1. kola | nedojela do cíle 1. kola | nedojela do cíle 1. kola      | nedojela do cíle 1. kola      | nedojela do cíle 1. kola      | nedojela do cíle 1. kola      |
| —                                                                                     | 77 | Petra Veljkovićová              | Srbsko                 | nedojela do cíle 1. kola | nedojela do cíle 1. kola | nedojela do cíle 1. kola      | nedojela do cíle 1. kola      | nedojela do cíle 1. kola      | nedojela do cíle 1. kola      |
| —                                                                                     | 78 | Ornella Oettl Reyesová          | Peru                   | nedojela do cíle 1. kola | nedojela do cíle 1. kola | nedojela do cíle 1. kola      | nedojela do cíle 1. kola      | nedojela do cíle 1. kola      | nedojela do cíle 1. kola      |
| —                                                                                     | 79 | Ni Jüe-ming                     | Čína                   | nedojela do cíle 1. kola | nedojela do cíle 1. kola | nedojela do cíle 1. kola      | nedojela do cíle 1. kola      | nedojela do cíle 1. kola      | nedojela do cíle 1. kola      |
| —                                                                                     | 81 | Ču Tchien-chuej                 | Čína                   | nedojela do cíle 1. kola | nedojela do cíle 1. kola | nedojela do cíle 1. kola      | nedojela do cíle 1. kola      | nedojela do cíle 1. kola      | nedojela do cíle 1. kola      |
| —                                                                                     | 83 | Marija Grigorovová              | Kazachstán             | nedojela do cíle 1. kola | nedojela do cíle 1. kola | nedojela do cíle 1. kola      | nedojela do cíle 1. kola      | nedojela do cíle 1. kola      | nedojela do cíle 1. kola      |
| —                                                                                     | 86 | Aristi Kyriciová                | Řecko                  | nedojela do cíle 1. kola | nedojela do cíle 1. kola | nedojela do cíle 1. kola      | nedojela do cíle 1. kola      | nedojela do cíle 1. kola      | nedojela do cíle 1. kola      |
| —                                                                                     | 88 | Anastasia Manciouová            | Řecko                  | nedojela do cíle 1. kola | nedojela do cíle 1. kola | nedojela do cíle 1. kola      | nedojela do cíle 1. kola      | nedojela do cíle 1. kola      | nedojela do cíle 1. kola      |
| —                                                                                     | 89 | Sadaf Savehšemšakiová           | Írán                   | nedojela do cíle 1. kola | nedojela do cíle 1. kola | nedojela do cíle 1. kola      | nedojela do cíle 1. kola      | nedojela do cíle 1. kola      | nedojela do cíle 1. kola      |
| —                                                                                     | 91 | Silouani Kosticová              | Řecko                  | nedojela do cíle 1. kola | nedojela do cíle 1. kola | nedojela do cíle 1. kola      | nedojela do cíle 1. kola      | nedojela do cíle 1. kola      | nedojela do cíle 1. kola      |
| —                                                                                     | 92 | Andriani Pieriová               | Kypr                   | nedojela do cíle 1. kola | nedojela do cíle 1. kola | nedojela do cíle 1. kola      | nedojela do cíle 1. kola      | nedojela do cíle 1. kola      | nedojela do cíle 1. kola      |
| —                                                                                     | 95 | Fiona Rustová                   | Kosovo                 | nedojela do cíle 1. kola | nedojela do cíle 1. kola | nedojela do cíle 1. kola      | nedojela do cíle 1. kola      | nedojela do cíle 1. kola      | nedojela do cíle 1. kola      |
| —                                                                                     | 22 | Meta Hrovatová                  | Slovinsko              | diskvalifikována         | diskvalifikována         | diskvalifikována              | diskvalifikována              | diskvalifikována              | diskvalifikována              |
| —                                                                                     | 73 | Elise Pellegrinová              | Malta                  | diskvalifikována         | diskvalifikována         | diskvalifikována              | diskvalifikována              | diskvalifikována              | diskvalifikována              |
| —                                                                                     | 93 | Carlie Iskandarová              | Libanon                | diskvalifikována         | diskvalifikována         | diskvalifikována              | diskvalifikována              | diskvalifikována              | diskvalifikována              |
| První kolo odstartovalo ve 11.00 hodin a druhé kolo navázalo od 14. 30 hodin (UTC+1). |    |                                 |                        |                          |                          |                               |                               |                               |                               |